# Paul Konerko
Paul Henry Konerko (ur. 5 marca 1976) – amerykański baseballista, który występował na pozycji pierwszobazowego.
Po ukończeniu szkoły średniej, w 1994 został wybrany w pierwszej rundzie draftu z numerem trzynastym przez Los Angeles Dodgers i początkowo grał w klubach farmerskich tego zespołu, między innymi w Albuquerque Dukes, reprezentującym poziom Triple-A. W Major League Baseball zadebiutował 8 września 1997 w meczu przeciwko Florida Marlins jako pinch hitter. W lipcu 1998 w ramach wymiany zawodników przeszedł do Cincinnati Reds.
W listopadzie 1998 przeszedł do Chicago White Sox w zamian za środkowozapolowego Mike'a Camerona. W 2002 po raz pierwszy wystąpił w All-Star Game, w którym zaliczył dwa double i 2 RBI. W 2005 został wybrany najbardziej wartościowym zawodnikiem American League Championship Series, w których White Sox pokonali Los Angeles Angels of Anaheim 4–1. W meczu numer 2 World Series przeciwko Houston Astros zdobył pierwszego w historii klubu grand slama w World Series, wyprowadzając White Sox na prowadzenie 6–4. Ostatecznie White Sox pokonali Astros 4–0 i zdobyli mistrzowski tytuł po raz pierwszy od 1917 roku. W listopadzie 2005 podpisał nowy, sześcioletni kontrakt wart 60 milionów dolarów odrzucając bardziej korzystne finansowo oferty Los Angeles Angels of Anaheim i Baltimore Orioles. W 2006 został kapitanem zespołu.
23 sierpnia 2011 w meczu przeciwko Los Angeles Angels of Anaheim zaliczył 2000. uderzenie, zaś 25 kwietnia 2012 w spotkaniu z Oakland Athletics zdobył 400. home runa w MLB. Po raz ostatni zagrał 28 września 2014.
| Nagroda/wyróżnienie      | Lata                               | Źródło |
| 6× All-Star              | 2002, 2005, 2006, 2010, 2011, 2012 | [ 1 ]  |
| ALCS MVP                 | 2005                               | [ 3 ]  |
| Zwycięzca w World Series | 2005                               | [ 5 ]  |